# وطئ المياه

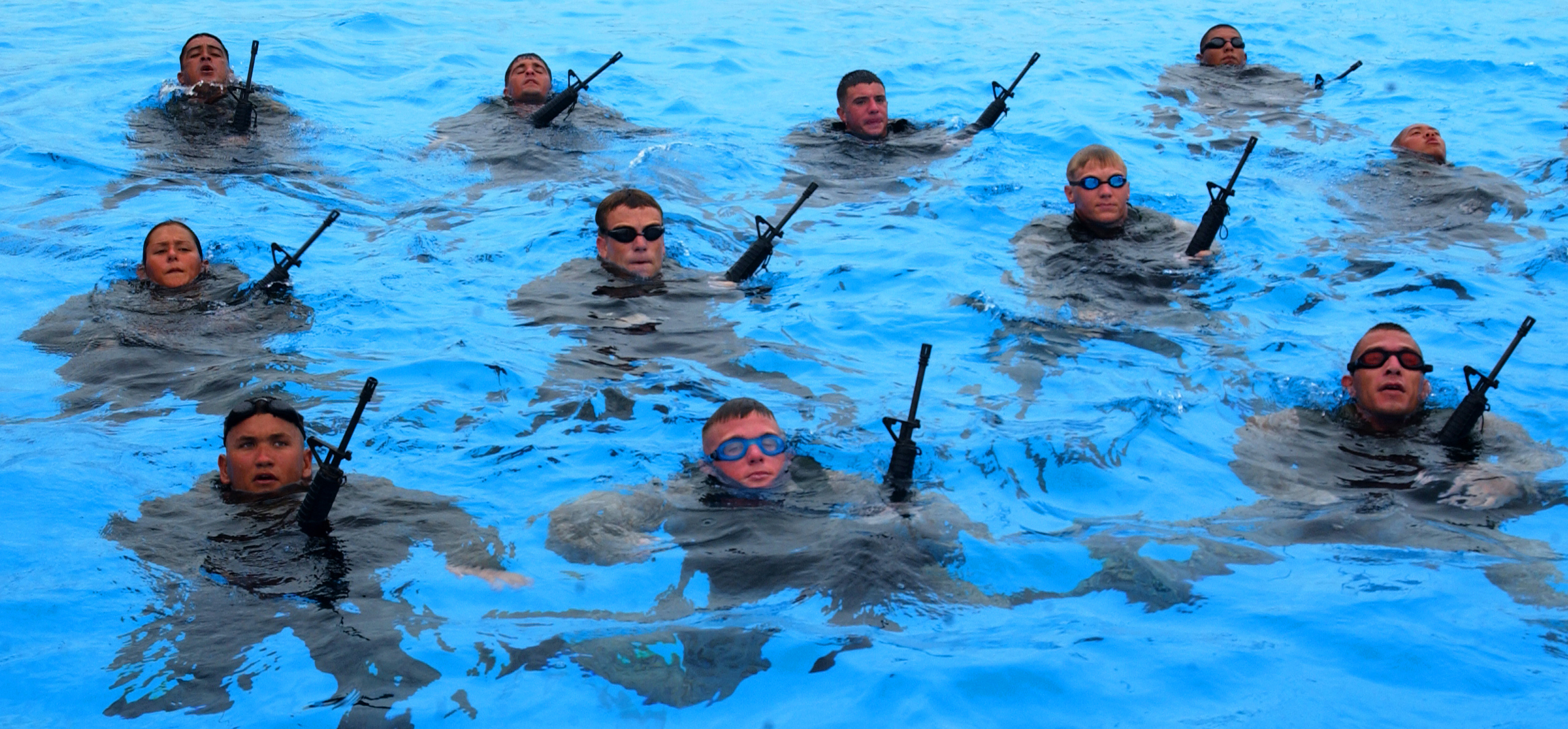
المارينز الأمريكيون يخطئون الماء أثناء تكوينه وهم يحملون بندقية خلال دورة بقاء المياه في يوليو 2005

الدوس بالماء ما يمكن للسباح فعله أثناء وجوده في وضع عمودي للحفاظ على رأسه فوق سطح الماء، مع عدم توفير قوة دفع كافية للتغلب على القصور الذاتي ودفع السباح في أي اتجاه محدد. نظرًا لأنه ينفق طاقة أقل من السكتات الدماغية التقليدية، يستخدمه السباحون غالبًا للراحة بين فترات الجهد دون الحاجة إلى مغادرة الماء. 
على هذا النحو، أصبحت عبارة «المياه العالقة» تعبيرًا ملطفًا عن جهد يُتوقع أن يخلق حركة، ولكنها تؤدي في الواقع إلى البقاء في مكان واحد، وربما بالكاد يكون مستدامًا. 

## طرق
يمكن تصنيف أي نوع من أنواع الحركة التي تسمح للسباح بالقيام بذلك على أنه وطئ للمياه، ولكنه أكثر فعالية في تحريك الذراعين والساقين بطريقة معينة. 
غرق غير السباحين في كثير من الأحيان ركلة والركل في محاولة للبقاء فوق السطح ولكن افتقارهم إلى التقنية جنبا إلى جنب مع ضيق في التنفس وعامل الذعر يجعل هذا وسيلة غير فعالة للغاية من دوس المياه. عادة ما يتعبون بسرعة ولن يكونوا قادرين على البقاء فوق السطح لفترة طويلة. 
يجد السباحون الأكثر خبرة غالبًا طريقة خاصة بهم للبقاء فوق السطح. غالبًا ما تتضمن هذه التقنيات الجذف، ركلة الرفرفة وغيرها من التقنيات غير الرسمية للبقاء فوق السطح. 

### ركلة البيضة
ركلة البيضة هي طريقة دقيقة للغاية وفعالة لوطئ المياه. أنه ينطوي على السباح في «وضع الجلوس» في الماء. يجب أن يكون ظهر السباح مستقيماً وثني الركبتين بحيث تكون الفخذان موازية لسطح الماء والساقين السفلية متعامدة مع السطح. 
تقوم القدم اليسرى بحركة في اتجاه عقارب الساعة بينما تقوم الساق اليمنى بحركة عكس اتجاه عقارب الساعة باتجاه محور الجسم، بطريقة مماثلة لتشغيل الدواسات على دراجة هوائية. يجب ألا تلتقي الأرجل أبدًا لأنه عندما تكون إحدى القدمين داخل الحركة، يجب أن تكون الأخرى في الخارج. لا تشارك الأسلحة مباشرة في هذه الركلة. 
الجانب الأكثر أهمية في الحصول على ركلة البيض الخافق فعالة هي المرونة. تحتاج إلى مجموعة جيدة جدًا من حركة الوركين للحصول على ركلة بيض جيدة.
يمكن استخدام ركلة البيضة للتنقل عبر الماء إذا كان الجسم بزاوية. بسبب الحركة المعاكسة للأرجل، فإن قاذفة البيض هي طريقة سلسة وثابتة لدوس الماء. كما أنه يترك الأيدي الحرة للقيام بالعمل إذا لزم الأمر. 
هذه الطريقة في دفق المياه هي الطريقة المفضلة التي يستخدمها رجال الإنقاذ وغيرهم من خبراء الإنقاذ المائي بسبب كفاءتها وبساطتها. إن حقيقة أنها لا تشغل الأيدي هي عامل رئيسي في هذا التفضيل لأن هؤلاء المهنيين غالباً ما يضطرون إلى تقديم الإسعافات الأولية لأنهم يسبحون إلى بر الأمان. 
يستخدم مخفقة البيض في كرة الماء لأنه يتيح للرياضيين استخدام أذرعهم لرمي الكرة. ركلة البيضة هي الركلة الأساسية التي تمكن اللاعب من إعالة نفسه في الماء أثناء المرور وإطلاق النار والدفاع والراحة - أفقيًا وعموديًا. يستخدم أيضًا للحصول على بداية سريعة متفجرة، عندما يبدأ اللاعب في السباحة. يتم إنشاء ارتفاع أكبر لاعب بولو من ركلة eggbeater أقوى مما يؤدي إلى دوران أفضل وتمريرة أقوى أو تسديدة. الإفراط في استخدام ركلة البيضة سبباً لإصابات الركبة لدى لاعبي كرة الماء.
يستخدم مخفقة البيض أيضًا في السباحة المتزامنة من أجل الاستقرار والارتفاع فوق الماء مع ترك الأيدي الحرة للقيام بالسكتات الدماغية. وباستخدام مضرب البيض، يمكن للسباحين أيضًا إجراء «التعزيزات»، حيث يستخدمون أرجلهم لطرد أنفسهم من الماء مؤقتًا إلى الوركين أو أعلى. 
مجداف الكلاب هو أسلوب بسيط يستخدمه الأطفال غريزيًا في الغالب. أنه ينطوي على التلويح بكلتا اليدين والساقين بشكل عشوائي أثناء «على أربع». 
أسلوب شائع آخر ينطوي على سكل الماء أفقياً أثناء استخدام الركلات الرأسية رأسياً. 